# Rezerwat przyrody Wadernik
Wadernik – rezerwat przyrody położony na terenie miejscowości Mszana i Ropianka, w gminie Dukla, w powiecie krośnieńskim, w województwie podkarpackim. Leży w obrębie Jaśliskiego Parku Krajobrazowego.
- numer według rejestru wojewódzkiego: 36
- powierzchnia: 10,82 ha[1][2] (akt powołujący podawał 10,72 ha)
- dokument powołujący: M.P. z 1989 r. nr 44, poz. 357
- rodzaj rezerwatu: florystyczny[1][2]
- przedmiot ochrony (według aktu powołującego): naturalne stanowisko cisa pospolitego na terenie Beskidu Niskiego[1][2]

Dominującym zbiorowiskiem leśnym jest żyzna buczyna karpacka, a na trzech niewielkich polanach występują zbiorowiska łąkowe z rzędu Molinietalia.